# Пруди (Борисовський район)
Пруди (біл. вёска Пруды) — село в складі Борисовського району Мінської області, Білорусь. Село підпорядковане Мойсеївщинській сільській раді, розташоване в північно-східній частині області.